# フィリップ・ヴォルシャイト
フィリップ・ヴォルシャイト（Philipp Wollscheid, 1989年3月6日 - ）は、ドイツ・メルツィヒ＝ヴァーダーン郡ヴァーダーン出身の元プロサッカー選手。ポジションはディフェンダー（CB）。

## 経歴

### クラブ
ザールラント州ヴァーダーンに生まれたヴォルシャイトは、幼少時に憧れたジネディーヌ・ジダンの影響から中盤としてキャリアを開始し、5歳から18歳まで様々な地元アマチュアクラブの下部組織を渡り歩いた。2007-08シーズンに5部のロート＝ヴァイス・ハズボーン＝ダウトウェイラー（en）でキャリアを始め、18試合1得点を記録。また、DFBポカールでハンザ・ロストック（0-8）戦の1試合に出場した。それから半年後から在籍した同5部の1.FCザールブリュッケンではあまり出場機会は多くなく、1年半でリーグ戦30試合に出場。2009年にチームが4部へと昇格するも自身は6部を戦うBチームへの配属が言い渡されたことで、新たなクラブを模索した。しかし、オファーがなかったため、代理人の提案で1.FCニュルンベルクのトライアルを受け、4部に所属する同クラブのBチームと契約。1季目の2009-10シーズンは、Bチームで26試合1得点を挙げて2位に貢献した。
2009年12月28日にディーター・ヘッキング（en）監督の下でトップチームに招集され、2010年11月20日の1.FCカイザースラウテルン戦（1-3）で後半からプロデビューを飾った。以降は、アンドレアス・ヴォルフ（en）とCBのコンビを組んで次節のハノーファー96戦から最終節まで全試合先発出場し、2011年3月5日のFCザンクトパウリ戦で初得点を記録。最終的にキッカー紙による採点でブンデスリーガでプレーする全DF陣中3位に位置付けられ、その活躍から同シーズン最大の発見と呼ばれるほど頭角を現した。また、ヘッキング監督からは、若い頃のペア・メルテザッカーのようだと称賛された。ヘルタ・ベルリンとの2011-12シーズン開幕戦では、同試合の最優秀選手に選出されている。
2011年11月24日にバイエル・レヴァークーゼンと2012-13シーズンからの5年契約を締結した。2012年9月20日にメタリスト・ハルキウとのUEFAヨーロッパリーグ 2012-13で欧州カップ戦初出場を飾り、10月25日のSKラピード・ウィーン戦で初得点を挙げた。
2015年1月7日、ストーク・シティFCに期限付き移籍した。

### 代表
U-20代表としては、2010年4月7日にU-20イタリアとの親善試合で1試合に出場。これが世代別代表での初めての試合だった。
2013年5月16日にヨアヒム・レーヴ監督の下で5月29日のエクアドルおよび6月2日のアメリカとの親善試合へ向けてA代表に初招集され、フロリダ州ボカラトンでのエクアドル戦でラース・ベンダーに代わり試合終了間際から初出場を果たした。